# 濤川惣助

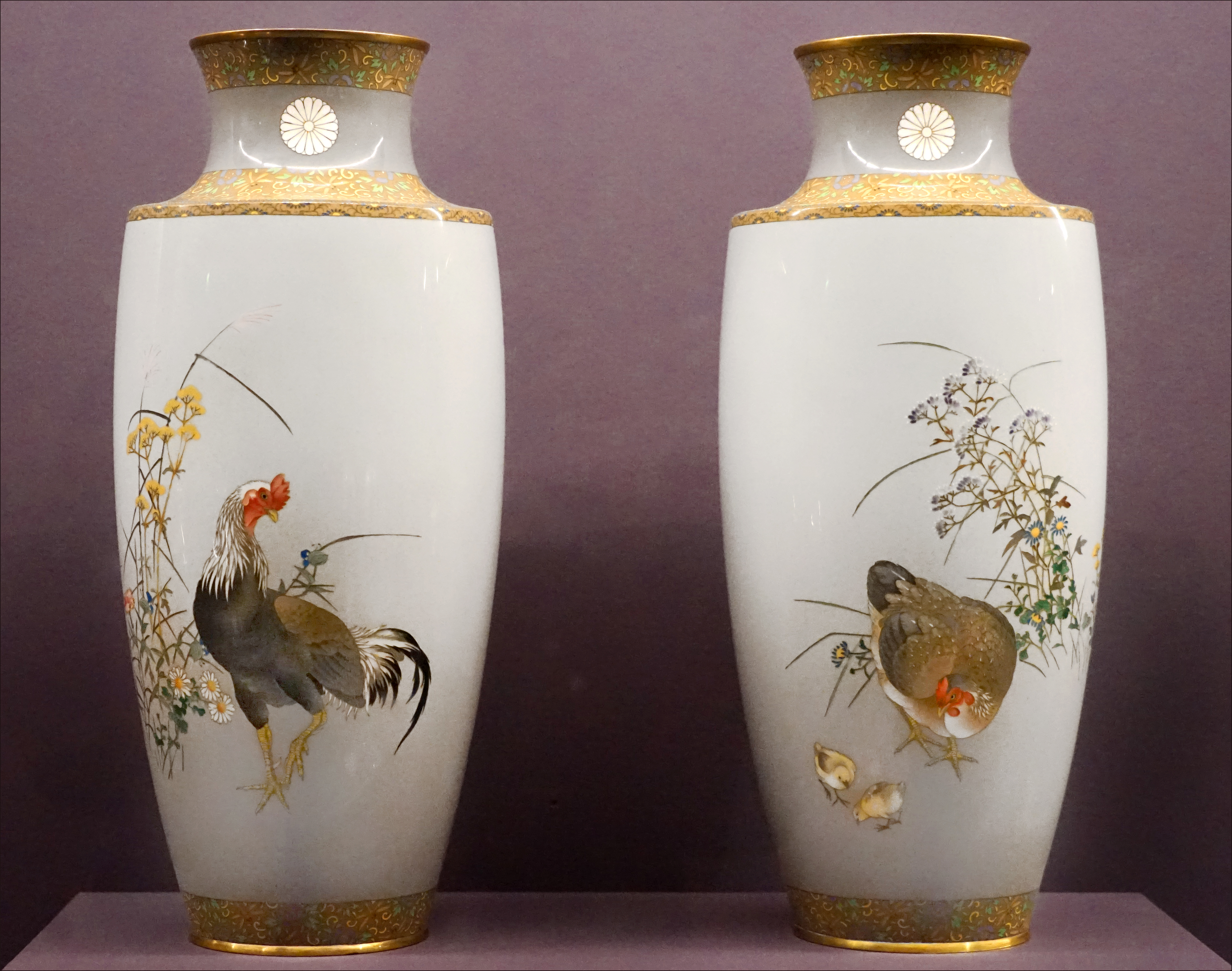
無線七宝の技法を取り入れた菊花紋章付きの1890年から1900年頃の作。ハリリコレクション蔵。

濤川 惣助（なみかわ そうすけ、弘化4年6月15日（1847年7月26日） - 明治43年（1910年）2月9日）は、日本の七宝家。東京を中心にして活躍、無線七宝による絵画的表現を特色とし、京都で活躍した並河靖之と共に二人のナミカワと並び評された。

## 略歴
濤川惣助は1847年（弘化4年）に下総国鶴巻村（現・千葉県旭市）で農家の次男として生まれた。その後に陶磁器等を扱う貿易商となったが、1877年（明治10年）に開催された第1回内国勧業博覧会を観覧して七宝の魅力に目覚め、直ぐに七宝家の道に転進した。同年中に塚本貝助ら尾張七宝の職人達を擁する東京亀戸にあるドイツのアーレンス商会の七宝工場を買収し、2年後の1879年（明治12年）には革新的な技法となる無線七宝を発明した。
機械工業が未熟であった当時の日本にとって伝統工芸品の輸出は貴重な外貨獲得手段（殖産興業）であり、明治政府は当時の欧米で頻繁に開催されていた万国博覧会を、伝統工芸品を輸出するための恰好のショーケースと位置づけていた。濤川はこの流れに乗って国内外の博覧会に自らの作品を出展して数々の賞を受賞した。ごく一部を取り上げるにとどめるが、1881年（明治14年）に開かれた第2回内国勧業博覧会では名誉金牌を、1883年（明治16年）のアムステルダム万博と1885年（明治18年）のロンドン万博では金牌を、1889年（明治22年）に開催されたパリ万博では名誉大賞を受賞している。
1887年（明治20年）にはアーレンス商会と同じく尾張七宝の職人達を擁していた名古屋の大日本七宝製造会社の東京分工場も買収した。
1896年（明治29年）6月30日にはその優れた創意と技術が認められ帝室技芸員に任命された。七宝の分野で帝室技芸員に任命されたのは濤川と並河靖之の2人だけである。苗字の読みが同じ2人は国内で「東京の濤川、京都の並河」と称され、その名声は海外の美術愛好家にも知られていた。1895年（明治28年）4月13日、緑綬褒章を受章。
胃腸病により平塚の別荘で静養中、感冒から肺炎となり、1910年（明治43年）2月9日に死去。墓所は青山霊園。

## 作品の特徴 ─無線七宝─

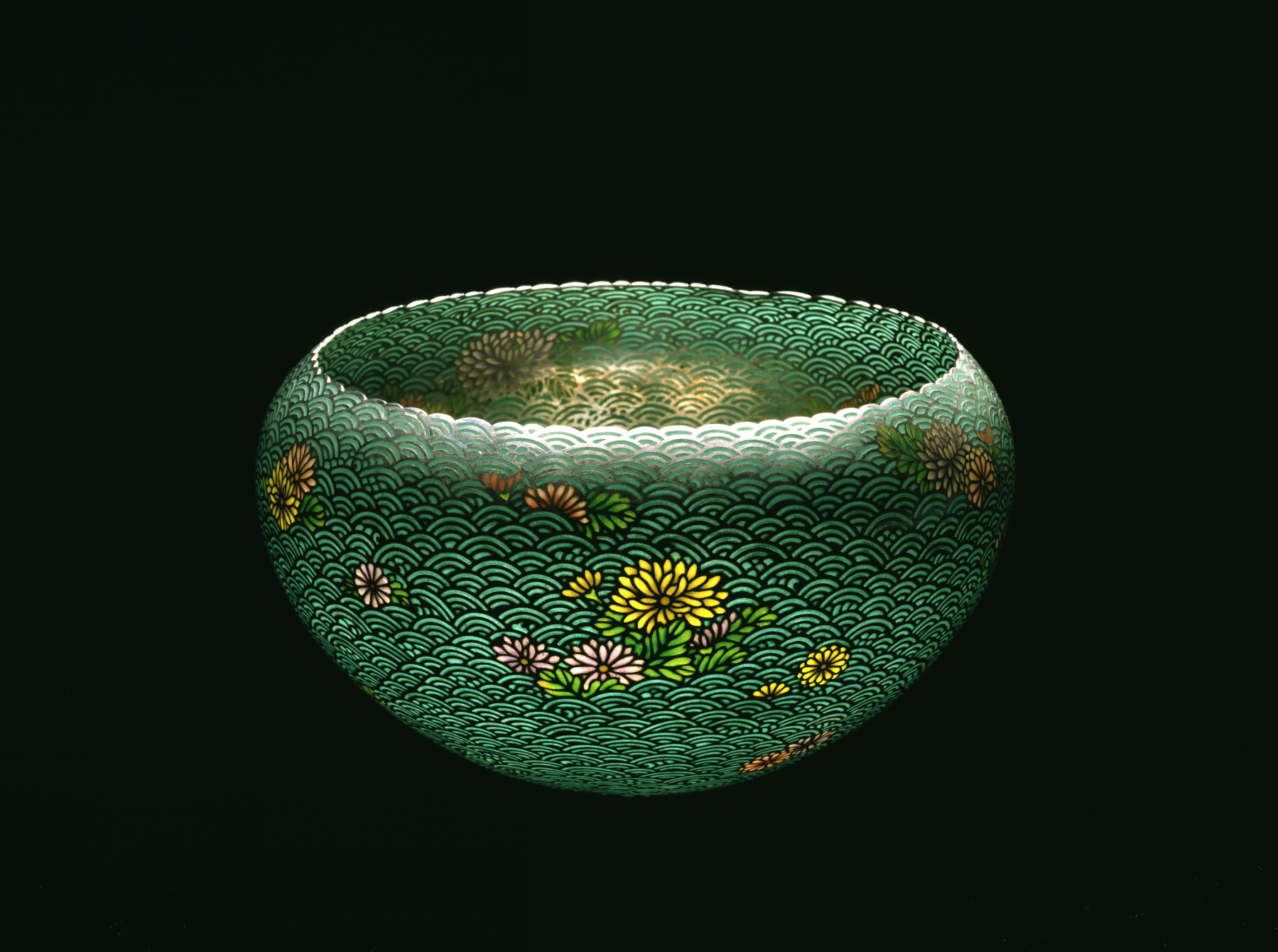
濤川惣助の銀製透胎七宝(1900, ウォルターズ美術館)

濤川の作品の特徴は無線七宝という革新的な技法を採用していることである。従来の有線七宝の製作においては釉薬を挿す際の色の間仕切り兼図柄の輪郭線として金線や銀線を利用していて、これが作品の図柄を引き立てる役割も担っていた。一方、無線七宝では最終的に釉薬を焼き付ける前の段階で敢えて植線を取り外している。これにより図柄の輪郭線がなくなり、それぞれの釉薬の境界で釉薬が微妙に混ざり合うことで微妙な色彩のグラデーションが生まれ、写実的で立体感のある表現や軟らかな表現を生み出すことが可能になっている。また、一つの作品の中で有線七宝と無線七宝を使い分けることによって、遠近感や水面に映る影を表現することにも成功している。
作品の図柄には日本画的なものが多く、柔らかな無線七宝の表現と調和するためか乳白色等の淡い色彩の地のものが多い。また宮内省から多くの作品の注文を受けており、明治天皇から外国要人へ送られた贈答品の花瓶には十六八重表菊紋がデザインされている。
濤川が手がけた代表作には、宮内省から製作を依頼された赤坂迎賓館（当時は東宮御所）の花鳥の間の壁面を飾る『七宝花鳥図三十額』（渡辺省亭原画）がある。なお、依頼にあたっては並河靖之も候補に挙がったが、無線七宝の作品の表現が花鳥の間の雰囲気と合うという理由で濤川が選考されている。2009年には『七宝花鳥図三十額』も含めた赤坂迎賓館が国宝に指定されている。もうひとつの代表作が1893年のシカゴ万博に出展して高い評価を得た『七宝富嶽図額』（東京国立博物館蔵）で、2011年に重要文化財に指定されている。
花瓶や小箱等の濤川の七宝作品の多くは輸出用や海外要人への贈答用に作られたため国内にはあまり残っていなかったが、現在では明治期の工芸品の買い戻しと収蔵に力を入れている清水三年坂美術館等で見ることが出来る。

## 万年自鳴鐘と濤川惣助

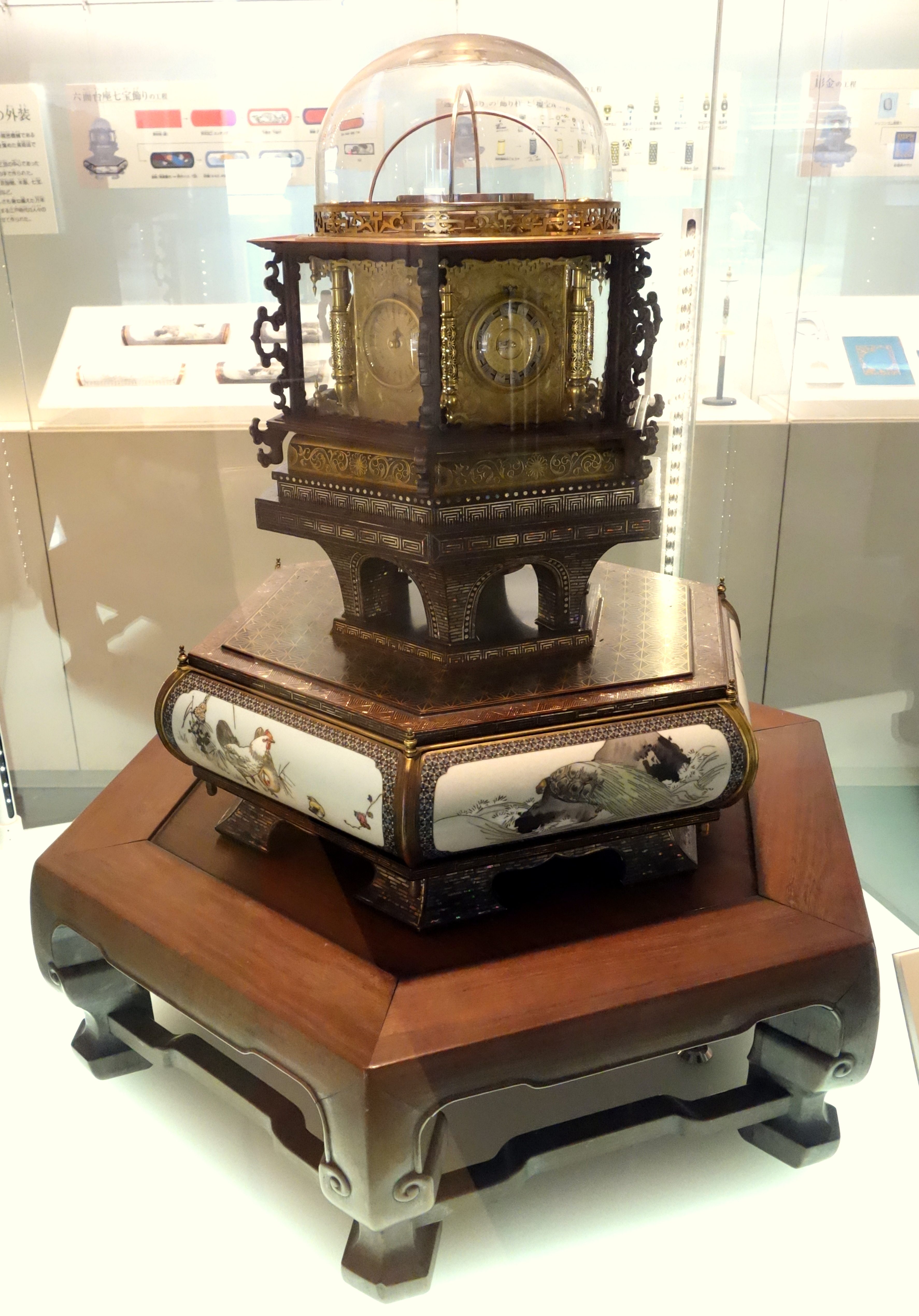
万年自鳴鐘

江戸時代の機械式の置時計の傑作として有名な、万年自鳴鐘（万年時計）の七宝台座は濤川惣助の作である。
1851年に田中久重が、万年自鳴鐘を完成させた当時は、台座の六面はブリキ製で七宝の装飾は施されてはいなかった。初代久重の没後、1884年に二代目久重の依頼により大修理が行われ、このとき六角形の台座の側面六面に七宝の装飾が施された。修理を終えた万年自鳴鐘は、我国初めての時の記念日にあたる1920年（大正9年）6月10日に、お茶の水の東京教育博物館で開催された「時の博覧会」に出品された。
六面には、それぞれ日本画で、岩礁、波、草木などとともに、亀、鶏、太鼓、兎といった動物が描かれており、現在は東京の国立科学博物館で見ることができる。2004年には、国立科学博物館と東芝の共同で、万年時計の復元・複製プロジェクトが発足し、七宝台座などの装飾を含めた複製品を完成させている。複製品は東芝未来科学館で見ることができる。

## 代表作
- 「七宝桃色暈花瓶」 径21.7cm 高35.4 三の丸尚蔵館蔵 明治22年（1889年）東京彫工会第4回競技会出品後、濤川本人の希望で佐野常民を通じて献上[11]。
- 「七宝貼込屏風」 二曲一隻 東京国立博物館蔵 明治23年（1890年）第3回内国勧業博覧会妙技二等賞
- 「七宝富嶽図額」 	縦64.0x横113.6cm 東京国立博物館蔵 明治26年（1893年） シカゴ万国博覧会絵画部門出品 重要文化財
- 「七宝寰宇無双図額」 縦43.0x横75.0cm 三の丸尚蔵館蔵 明治27年（1894年） 第4回内国勧業博覧会に出品予定で制作されたが、前年の日清戦争に際しての明治天皇広島大本営駐留時に献上。前年の「七宝富嶽図額」と同図様の作であるが、富士にかかった雲に薄墨の滲みを加えさらなる飛躍を見せる[11]。
- 「七宝製墨画月夜森林図額」 無線・有線七宝 宮内庁用度課所管 明治33年（1900年） 渡辺省亭原画 パリ万国博覧会第十五部第九十四類七宝部門大賞。
- 「七宝桜図花瓶」 一対 各経14.7cm 高33.7cm 三の丸尚蔵館蔵 明治43年（1910年）[12]

## その他の作例

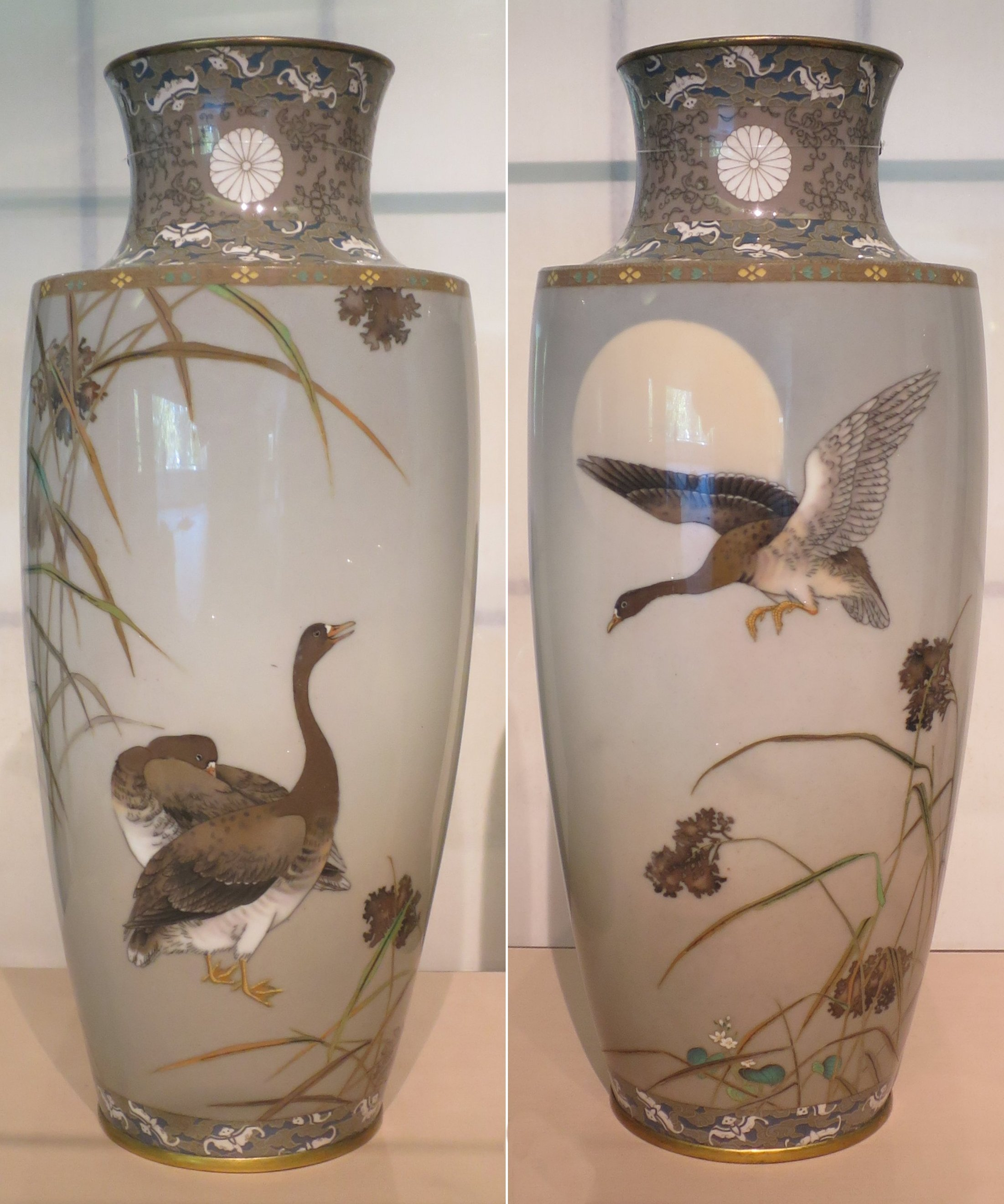
1895年から1905年頃の作。
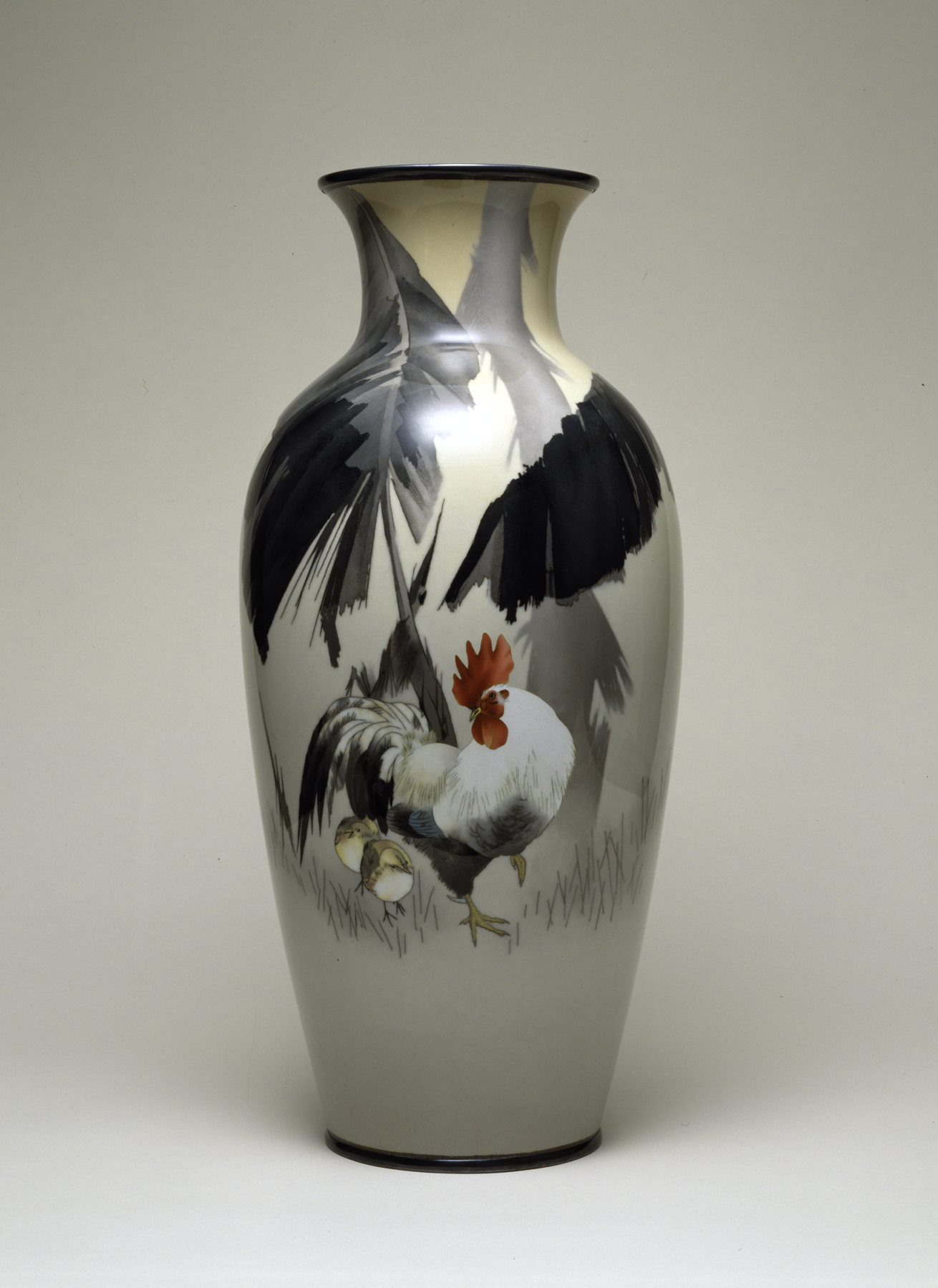
1900年代初頭作。ウォルターズ美術館蔵。